# Джин Гекмен
Джин Гекмен (англ. Gene Hackman, повне ім'я Юджин Аллен Гекмен; 30 січня 1930, Сан-Бернардіно, США — 18 лютого 2025, Санта-Фе) — американський актор, двічі лауреат премії «Оскар» (1972, 1993), призер Берлінського кінофестивалю за роль у трилері «Міссісіпі у вогні» (1988).
Кінокритиками вважається одним із найвидатніших акторів в історії кінематографу, центральною фігурою епохи Нового Голлівуду. Режисер Девід Фінчер називав Гекмена «найвеличнішим кіноактором усіх часів».
Вигравши два «Оскари» за ролі представників закону у трилері «Французький зв'язковий» (1971) та вестерні «Непрощенний» (1992), Гекмен незрідка змінював амплуа, граючи в ексцентричних комедіях, як-то «Клітка для пташок» (1996) та «Родина Тененбаумів» (2001). Трагічну смерть актора в лютому 2025 року критик газети The Guardian Пітер Бредшоу назвав «кінцем одного з найвеличніших періодів в історії кінематографу США: американської „нової хвилі“».

## Біографія
Шість років відслужив на флоті, потім вступив до університету, на відділення журналістики, але кинув навчання, отримав диплом радіотехніка, за фахом не працював, знову вступив до університету вивчати рекламний бізнес.
Вперше задумався про акторську кар'єру після 30 років. Разом з Дастіном Гоффманом поступив на акторські курси в Пасадені, причому їх обох визнали найменш талановитими студентами з групи.
На початку 1960-х Гекмен і Гоффман переїхали в Нью-Йорк, де до них приєднався ще один майбутній лауреат «Оскара» — Роберт Дюваль. Утрьох вони намагалися роздобути роботу на Бродвеї. Перший успіх прийшов у 1964 в бродвейській постановці «Будь-якої середи»; потім Гекмен знявся у фільмі «Ліліт».
У цей час він познайомився з Ворреном Бітті, який розгледів його талант, запросивши на роль другого плану у фільмі «Бонні і Клайд». За цю роль Гекмен був висунутий на здобуття премії Оскар. Після цього йому стало надходити безліч пропозицій, але це були в основному ролі другого плану. За фільм «Я ніколи не співав своєму батькові» (1970) Гекмен знову претендував на «Оскар», проте виграв нагороду лише два роки опісля, зігравши психологічно складну роль головного героя фільму «Французький зв'язковий».
Переступивши сорокарічний поріг, Гекмен став одним із найбільш затребуваних акторів Голлівуду. Він зіграв головну роль у фільмі-катастрофі «Пригода "Посейдона"» (1972) і в комедії «Молодий Франкенштейн» (1974). Вершиною його майстерності вважається головна роль в детективі «Розмова» (1974, режисер Френсіс Форд Коппола). Ще одна відома роль — Лекса Лютора у фільмі «Супермен» (1978) і його сіквелах — «Супермен 2» (1980) і «Супермен 4: У пошуках миру».
У 1980-і роки кар'єра Гекмен пережила спад. Найбільш помітну роль він зіграв в соціальній драмі «Міссісіпі у вогні», за яку був знову номінований на «Оскар». Другий раз цю нагороду він виграв у 1992, зігравши головну негативну роль шерифа у фільмі «Непрощений» — вестерні Клінта Іствуда. Згодом Гекмен і Іствуд працювали разом ще над кількома проектами, однак найбільш запам'ятовуються ролі Гекмена в комедіях 1990-х років — «Клітка для пташок», «Дістати коротуна», «Серцеїдки» і «Сімейка Тененбаум». Блискуча гра в останньому з цих фільмів принесла Гекмену третій в його кар'єрі «Золотий глобус».

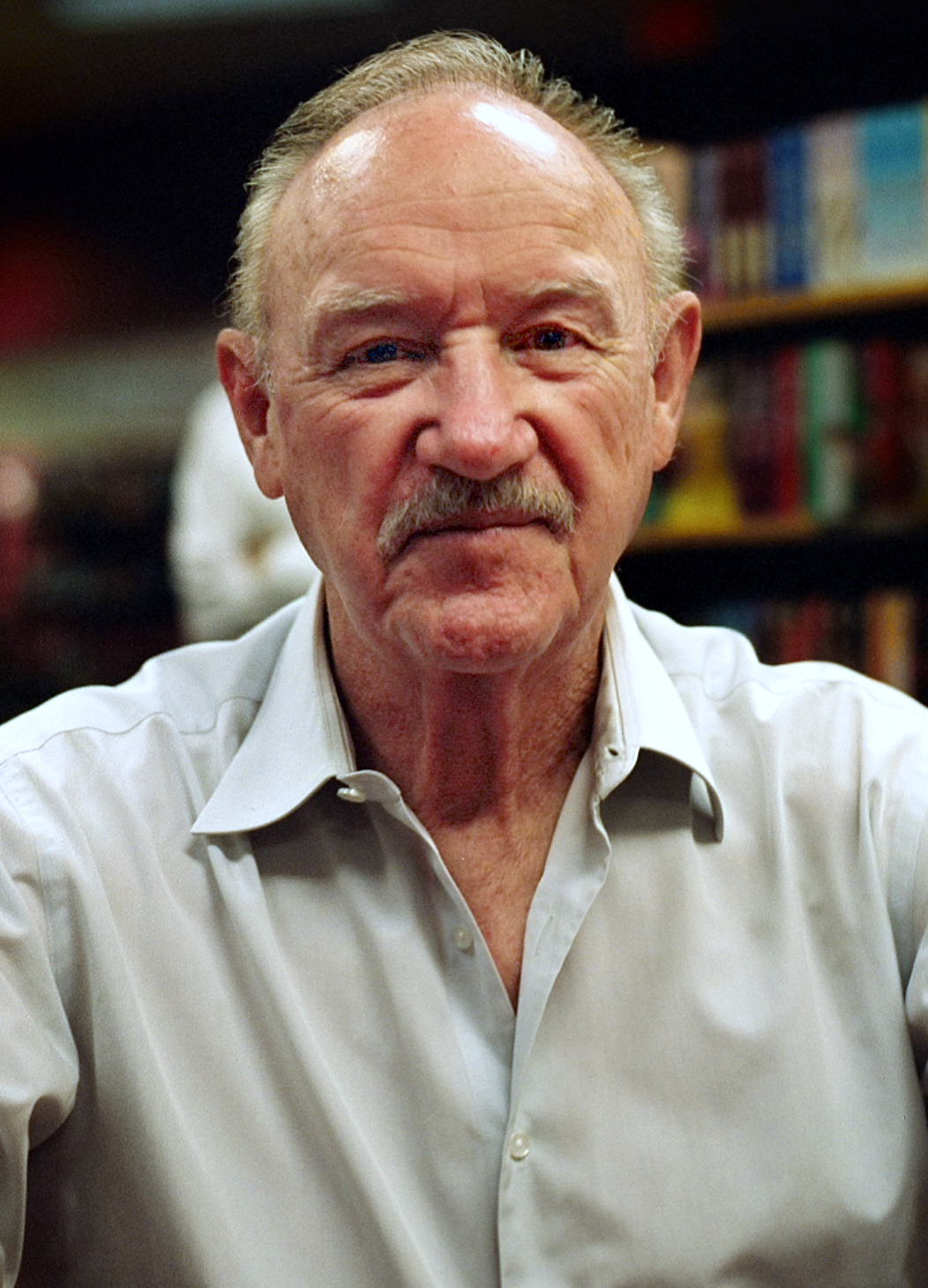
Джин Гекмен в 2008 році

У 2004 актор заявив про відхід з кіно. Його увага зосереджена на написанні романів, перший з яких був опублікований в 1999.

### Смерть
26 лютого 2025 року 95-річного актора разом з його дружиною Бетсі Аракавою і їхнім собакою породи австралійський келпі знайшли мертвими у власному будинку. Причини смерті та її точна дата залишались невідомими протягом тижня. Оскільки обставини смерті визнані правоохоронцями підозрілими (зокрема, двері до будинку були відкритими), було розпочато розслідування.
Донька актора, Елізабет, припустила, що родина померла від отруєння чадним газом, проте поліція не знайшла жодних ознак його витоку. Електрокардіостимулятор Гекмена востаннє працював 18 лютого — ймовірно, тоді актор і помер.
7 березня, після проведення судово-медичної експертизи, стало відомо, що першою, 12-13 лютого, померла дружина актора. Причина її смерті — хантавірусний легеневий синдром, який сформувався у неї через контакт із екскрементами пацюка або миші. 18 лютого від критичного серцево-судинного захворювання помер сам Гекмен, який страждав на тяжку форму хвороби Альцгеймера і міг взагалі не зрозуміти, що сталось з його дружиною. Його шлунок був абсолютно порожнім, він не їв щонайменше декілька днів, що також могло бути обумовлено його тяжкою хворобою Альцгеймера. Собака помер від голоду та зневоднення після смерті господарів.

### Особисте життя
Першою дружиною Джин Гекмен була Фей Малтіс, від якої у актора є троє дітей: Крістофер Аллен, Елізабет Джин і Леслі Енн. Подружжя розлучилося в 1986.
У 1991 Гекмен одружився з Бетсі Аракава, з якою проживав в місті Санта-Фе, штат Нью-Мексико.
Гекмен — фанат футбольного клубу «Джексонвіль Джагуарс», ігри якого регулярно відвідував.

## Фільмографія
- 1964 — «Ліліт» — Норман
- 1966 — «Гаваї» — Джон Віппл
- 1967 — «Відсторонення» — Томмі Дель Гадда
- 1967 — «Бонні і Клайд» — Бак Берроу
- 1968 — «Розставання» — Волтер Брілл
- 1969 — «Бунт» — Ред Фрекер
- 1969 — «Шовкопряд» — Джо Броуді
- 1969 — «Швидкісний спуск» — Юджин Клер
- 1969 — «Втрачені» — Базз Ллойд
- 1970 — «Я ніколи не співав батькові» — Джин Гаррісон
- 1971 — «Полювання» — Брендта Ругер
- 1971 — «Французький зв'язковий» — Джиммі Дойл
- 1972 — «Циско Пайк» — офіцер Лео Холланд
- 1972 — «Пригода» Посейдона" — Френк Скотт
- 1973 — «Опудало» — Макс Міллан
- 1974 — «Молодий Франкенштейн» — Сліпий
- 1974 — «Розмова» — Гаррі Кол
- 1975 — «Вкуси кулю» — Сем Клейтон
- 1975 — «Нічні ходи» — Гаррі Мозбі
- 1975 — «Французький зв'язковий 2» — Джиммі Дойл
- 1975 — «Леді Удача» — Кіббі Вомек
- 1977 — «Принцип доміно» — Рой Такер
- 1977 — «Міст надто далеко» — генерал-майор Станіслав Сосабовський
- 1977 — «Іди вперед або помри» — майор Вільям Шерман Фостер
- 1978 — «Супермен» — Лекс Лютор
- 1980 — «Супермен 2» — Лекс Лютор
- 1981 — «Всю ніч безперервно» — Джордж Даплер
- 1981 — «Червоні» — Піт Ван Веррі
- 1983 — «Під вогнем» — Алекс Граза
- 1983 — «Еврика» — Джек Макканн
- 1983 — «Рідкісна відвага» — полковник Кел Родес
- 1984 — «Недорозуміння» — Нед Роулі
- 1985 — «Двічі в житті» — Гаррі МакКензі
- 1985 — «Мішень» — Волтер Ллойд
- 1986 — «Влада» — Уілфред Баклі
- 1986 — «Команда зі штату Індіана» — Норман Дейл
- 1987 — «Супермен 4: У пошуках миру» — Лекс Лютор
- 1987 — «Немає виходу» — Девід Брайс
- 1988 — «Позивний Бет-21» — підполковник Айсіл Гемблтон
- 1988 — «Інша жінка» — Ларрі Льюїс
- 1988 — «Двоїсті рішення» — Ден Макгинн
- 1988 — «Повний Місяць у блакитній воді» — Флойд
- 1988 — «Міссісіпі у вогні» — агент Руперт Андерсон
- 1989 — «Доставити за призначенням» — сержант Джонні Галлахер
- 1990 — «Зрушення по фазі» — Мак Стерн
- 1990 — «Листівки з краю безодні» — Лоуелл Колчек
- 1990 — «Вузька межа» — Роберт Коулфілд
- 1991 — «Колективний позов» — Джед Ворд
- 1991 — «Справа фірми» — Сем Бойд
- 1992 — «Непрощений» — Малюк Білл Даггет
- 1993 — «Фірма» — Ейвері Толар
- 1993 — «Джеронімо: Американська легенда» — генерал Джордж Крук
- 1994 — «Вайетт Ерп» — Ніколас Ерп
- 1995 — «Знайти коротуна» — Гаррі Зіммі
- 1995 — «Багряний приплив» — Капітан Ремсі
- 1995 — «Швидкий та мертвий» — Джон Ірод
- 1996 — «Крайні заходи» — Лоуренс Майрік
- 1996 — «Клітка для пташок» — Кевін Кілі
- 1996 — «Камера» — Сем Кейхалл
- 1997 — «Абсолютна влада» — Президент США Аллен Річмонд
- 1998 — «Ворог держави» — Едвард Лайл
- 1998 — «Сутінки» — Джек Еймс
- 1998 — «Мураха Антц» — генерал Мандібл
- 2000 — «Під підозрою» — Генрі Герст
- 2000 — «Дублери» — Джиммі МакГінті
- 2001 — «У тилу ворога» — Адмірал Леслі Рейгарт
- 2001 — «Серцеїдки» — Вільям Тенсі
- 2001 — «Мексиканець» — Марголіс
- 2001 — «Грабіж» — Джо Мур
- 2001 — «Родина Тененбаумів» — Роял Тененбаум
- 2003 — «Вердикт за гроші» — Ренкін Фітч: консультант по присяжним з боку відповідача
- 2004 — «Ласкаво просимо в лосину бухту» — Монро Коул

## Премії та нагороди

### Премія«Оскар»

#### Нагороди
- - 1971 — Найкраща чоловіча роль, за фільм «Французький зв'язковий»
  - 1992 — Найкраща чоловіча роль другого плану, за фільм «Непрощений»

#### Номінації
- - 1967 — Найкраща чоловіча роль другого плану, за фільм «Бонні і Клайд»
  - 1970 — Найкраща чоловіча роль другого плану, за фільм «Я ніколи не співав батькові»
  - 1988 — Найкраща чоловіча роль, за фільм «Міссісіпі у вогні»

### Премія«Золотий глобус»

#### Нагороди
- - 1971 — Найкраща чоловіча роль — драма, за фільм «Французький зв'язковий»
  - 1992 — Найкраща чоловіча роль — драма, за фільм «Непрощений»
  - 2001 — Найкраща чоловіча роль — комедія або мюзикл, за фільм «Сімейка Тененбаум»

#### Номінації
- - 1974 — Найкраща чоловіча роль — драма, за фільм «Розмова»
  - 1975 — Найкраща чоловіча роль — драма, за фільм «Французький зв'язковий 2»
  - 1983 — Найкраща чоловіча роль другого плану, за фільм «Під вогнем»
  - 1985 — Найкраща чоловіча роль — драма, за фільм «Двічі в житті»
  - 1988 — Найкраща чоловіча роль — драма, за фільм «Міссісіпі у вогні»

### Премія«BAFTA»

#### Нагороди
- - 1972 — Найкраща чоловіча роль, за фільми «Французький зв'язковий» і «Пригода „Посейдона“»
  - 1992 — Найкраща чоловіча роль другого плану, за фільм «Непрощений»

#### Номінації
- - 1974 — Найкраща чоловіча роль — драма, за фільм «Розмова»
  - 1975 — Найкраща чоловіча роль — драма, за фільм «Французький зв'язковий 2»
  - 1978 — Найкраща чоловіча роль другого плану, за фільм «Супермен»

### Берлінський кінофестиваль
- - 1988 — Срібний ведмідь за найкращу чоловічу роль («Міссісіпі у вогні»)